# الزاهر (ردمان)

تعديل مصدري - تعديل

الزاهر هي إحدى قرى عزلة ردمان ال عوض بمديرية ردمان التابعة لمحافظة البيضاء، بلغ تعداد سكانها 36 نسمة حسب تعداد اليمن لعام 2004.